# 경영관리학
경영관리학(business administration)은 상업 기업의 행정에 관한 것이다. 여기에는 조직의 비즈니스 운영을 감독하고 감독하는 모든 측면이 포함된다.

## 개요
경영관리학에는 비즈니스 운영 및 의사결정의 수행 또는 관리뿐만 아니라 공동 목적을 향해 활동을 지시하기 위한 인력 및 기타 자원의 효율적인 조직도 포함된다. 일반적으로 "관리"는 관련 재무, 인사 및 MIS 서비스를 포함하는 보다 광범위한 관리 기능을 의미한다.
행정은 일상적인 사무실 업무의 관료적 또는 운영적 성과를 의미할 수 있으며, 일반적으로 사전 예방적이기보다는 내부 지향적이고 반응적이다. 광범위하게 말하면 관리자는 조직의 목적을 달성하기 위해 공통된 기능 집합에 참여한다. 앙리 파욜(1841~1925)은 관리자의 이러한 "기능"을 "행정의 5가지 요소"로 설명했다. 파울에 따르면 경영의 5가지 기능은 계획, 조직, 명령, 조정, 통제이다. 기업경영이 제대로 이루어지지 않으면 기업은 자원을 제대로 활용할 수 없기 때문에 기업을 운영하는데 있어서 가장 중요한 용어이다.

## 같이 보기
- 경영정보학